# Omlet naturalny

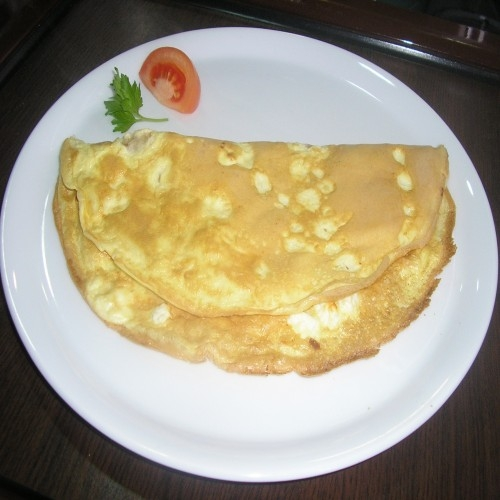
Omlet naturalny

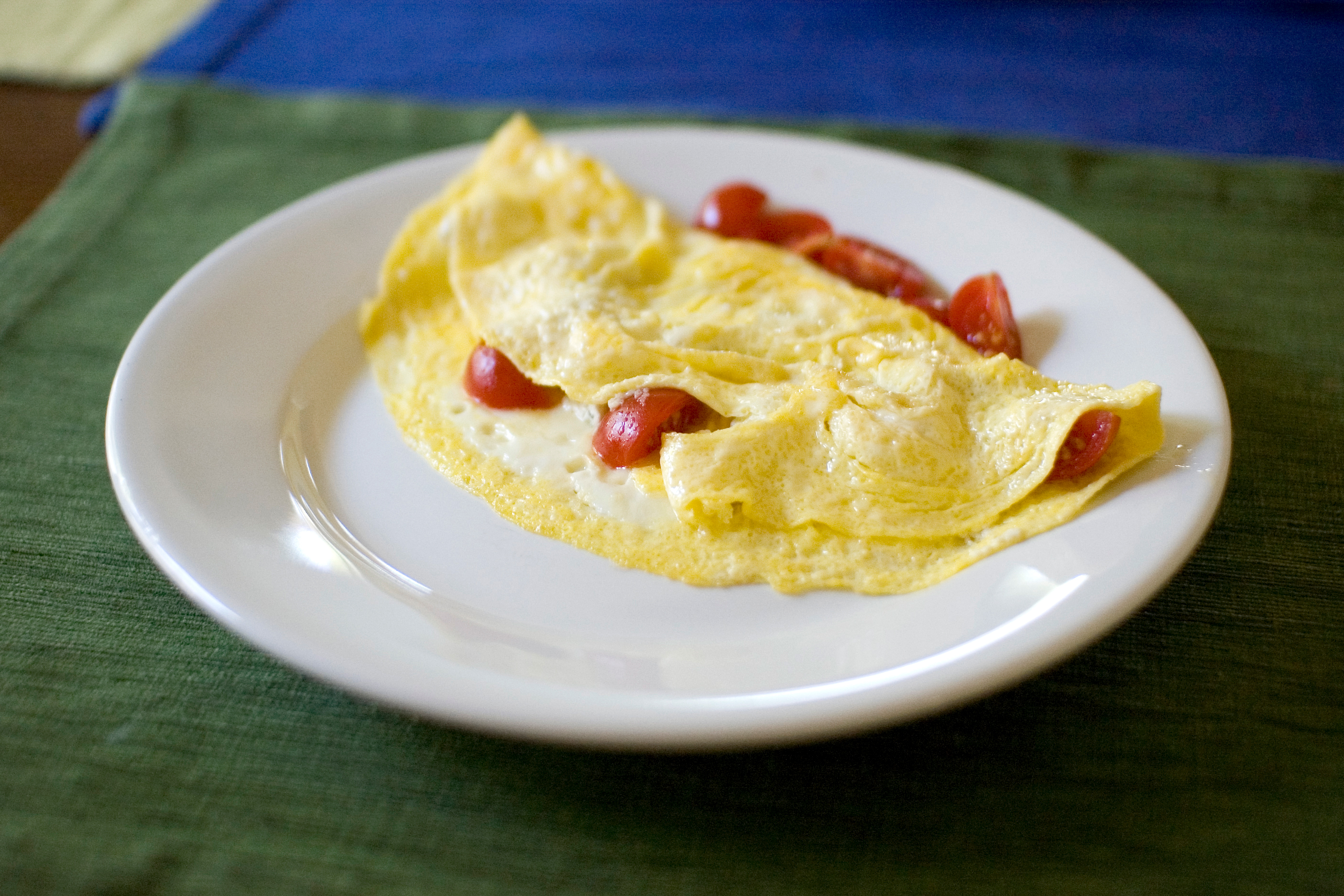
Omlet naturalny z pomidorami i masłem

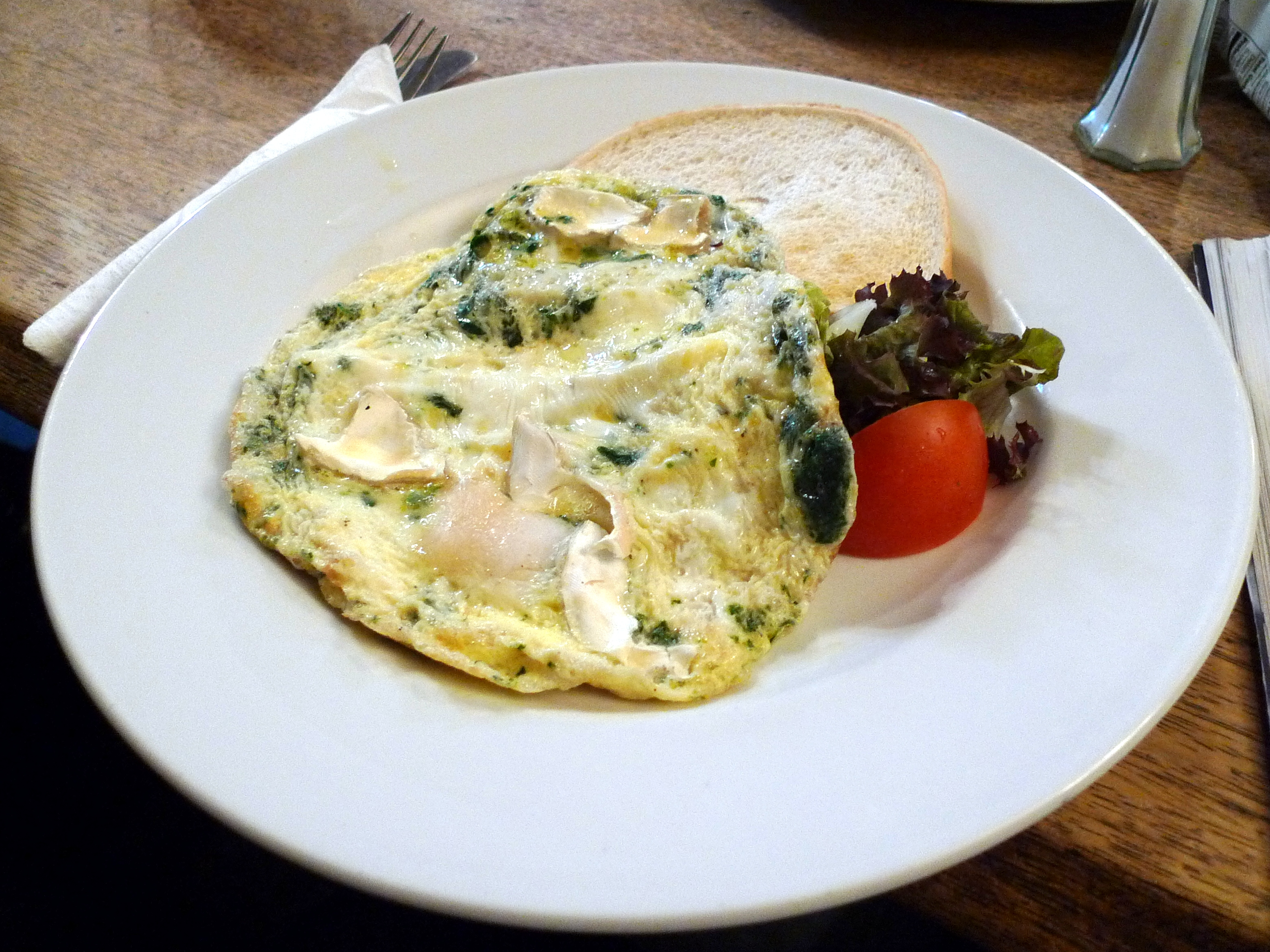
Omlet mieszany (z kozim serem i szpinakiem), podany z grzanką i odrobiną świeżych warzyw

Omlet naturalny (omlet francuski) – omlet przygotowany z jaj roztrzepanych z wodą (1 łyżeczka na 1 jajo) lub mlekiem i solą do smaku, charakteryzujący się lekko ściętym, galaretowatym wierzchem. Podawany na słono. 
Składniki rozbija się dokładnie za pomocą trzepaczki. Tak przygotowaną masę jajeczną wylewa się na rozgrzaną patelnię z niedużą ilością roztopionego masła. Omlet naturalny smaży się powoli, bez mieszania, pozwalając wierzchniej warstwie spływać na dno patelni, pod ścięty spód. Powierzchnia gotowego omletu powinna być galaretowata, białko ścięte, a spód lekko zrumieniony. Podobnie jak w przypadku omletu biszkoptowego, potrawę tę podaje się na gorąco, tuż po przyrządzeniu, gdyż szybko traci pulchność i soczystość. Gotowy placek należy wyłożyć na ogrzany talerz lub półmisek.
Nadzienie nakłada się jeszcze na patelni, na środek usmażonego omletu, który następnie składa się na pół lub zawija. Inna metoda nadziewania polega na zsunięciu placka do połowy z patelni, wyłożeniu na zsuniętą część nadzienia i przykrycia drugą połową.
Omlety naturalne podawane są na słono – jako danie obiadowe lub kolacyjne. Jako nadzienie wybiera się dodatki takie jak gotowane warzywa (szpinak, groszek zielony, fasola szparagowa, szparagi, kalafiory, brukselka, marchew, pomidory), smażone lub duszone grzyby, wędliny (szynka) a nawet farsz mięsny.

## Omlet mieszany
Omlet mieszany zaliczany jest do omletów naturalnych. Masę przygotowaną jak na omlet naturalny wylewa się na podsmażone dodatki i smaży dalej tak jak zwykły omlet naturalny.